# Camillina nevis
Espèce
Camillina nevis est une espèce d'araignées aranéomorphes de la famille des Gnaphosidae.

## Distribution
Cette espèce est endémique des Antilles. Elle se rencontre à Niévès, à Sainte-Croix et à Porto Rico.

## Description
Les mâles mesurent de 2,43 à 3,18 mm et les femelles 3,17 mm en moyenne.

## Étymologie
Son nom d'espèce lui a été donné en référence au lieu de sa découverte, Niévès, Nevis en anglais.

## Publication originale
- Platnick & Shadab, 1982 : A revision of the American spiders of the genus Camillina (Araneae, Gnaphosidae). American Museum novitates, no 2748, p. 1-38 (texte intégral).